# Gorin.jp
gorin.jp（ゴリン・ドット・ジェイピー）は、かつて存在したオリンピック大会のライブ映像を配信した日本の動画配信サービスである。2008年の北京大会からサービスを開始した。日本国内の民放テレビ局132社によって展開されていた。2010年のバンクーバー大会から株式会社TVerが運営を行っていた。

## 歴史
2008年8月、オリンピック競技映像の配信する初の試みとして、北京大会からサービスを開始した。また同月に閲覧履歴からコンテンツを自動で推薦するエンジン「レコナイズ」を導入した。
2010年のバンクーバー大会からはプレゼントキャスト（現・TVer）が制作・運営を受託した。
2012年のロンドン大会では初の試みとして、地上・BSテレビで放送しない競技のライブストリーミング配信が行われた。また、スマートフォン向けアプリケーションの提供を開始した。2016年のリオデジャネイロ大会からはアプリケーションにライブストリーミング動画再生機能、検索機能などが追加された。
2018年の平昌大会ではTVerと連携してTVerでもライブストリーミング配信が行われた。またこれまで大会ごとに特設サイトとして開設されていたが、同大会からは常設のウェブサイトとして大会映像の配信を開始した。
2021年の東京大会では民放で放送されるすべての競技がライブストリーミング配信が行われた。また、NHKが放送するが「優先権」を持たない競技のライブストリーミング配信が行われた。

## 終焉
本サイトでのオリンピック情報やライブストリーミング配信などの提供は2022年の北京大会を最後に、2023年3月31日をもって、TVerに吸収統合されサービスを終了した。2024年のパリ大会からは本サイトの機能をTVerへ移行し、同サイトにてライブストリーミング配信が行われることになった。